# New York Daily News
New York Daily News is een Amerikaans dagblad op tabloidformaat.
Het blad werd opgericht in 1919 en is handen van Mortimer Zuckerman. De News was de eerste Amerikaanse krant die op tabloidformaat werd gedrukt en is met een dagelijkse oplage van ongeveer 795.000 de zevende krant van de VS.

## Inhoud
De politieke mening van de News houdt het midden tussen die van zijn twee grootste New Yorkse concurrenten; de liberale New York Times en de conservatieve New York Post. Op het gebied van zaken als abortus en euthanasie is de News eerder liberaal, op het gebied van zaken als criminaliteit en immigratie is de krant juist eerder conservatief (de News is onder meer ook pro-Israël en keerde zich tegen de Cubaanse dictator Fidel Castro).
De krant besteedt naast het algemene- en politieke nieuws ook veel aandacht aan sport, de "sterren", (seks-)schandalen en sensatie, en lijkt dus veel (ook in stijl en opzet) op zijn concurrent de New York Post. Maar toch staat de krant, hoewel hij in het algemeen als boulevardblad wordt erkend, in een iets hoger aanzien dan de Post, omdat hij, vooral vroeger, meer nieuws besteedt aan politiek nieuws en politieke commentaren.
Sinds de jaren 90 van de twintigste eeuw besteedt het blad ook veel pagina's aan zakelijk en financieel nieuws. De krant staat bekend om zijn vele kleurenfoto's (de slogan van het blad was niet voor niets jarenlang "New York's Picture Paper") en vaak schreeuwende koppen vol kleurrijke, maar ook vileine woordspelingen. De stijl, nieuwskeuze en opzet van de News is sinds zijn oprichting altijd hetzelfde gebleven, en is daarmee een van de eerste boulevardbladen ter wereld.
De krant is ook bekend van de Amerikaanse reallifesoap Tabloid Wars, waarin de strijd om het hoogste oplagecijfer tussen de twee grootste kranten van New York werd gefilmd, de News en de Post.